# Rudolf Schmid
Rudolf Schmid (n. 21 martie 1951, Liezen, Stiria, Austria – d. 21 octombrie 2014, Felsőőr⁠(d), Burgenland, Austria) a fost un sănier ce a reprezentat Austria, medaliat olimpic. A participat la o ediție a Jocurilor Olimpice (1976) în care a câștigat o medalie de bronz.

## Participări
Lista de mai jos prezintă principalele competiții la care a participat Rudolf Schmid de-a lungul carierei.
- Sanie la Jocurile Olimpice de iarnă din 1976 – proba de dublu[*]